# STS-79
是历史上第七十八次航天飞机任务，也是亞特蘭提斯號太空梭的第十七次太空飞行。

## 任务成员
- 威廉·里迪（William F. Readdy，曾执行、以及任务），指令长
- 泰伦斯·威尔卡特（Terrence W. Wilcutt，曾执行、以及任务），飞行员
- 托马斯·埃克斯（Thomas D. Akers，曾执行、以及任务），飞行工程师
- 杰罗姆·阿普特（Jerome Apt，曾执行、以及任务），任务专家
- 卡尔·瓦兹（Carl E. Walz，曾执行、以及任务），任务专家

### 发射后停留在和平号空间站
- 约翰·布拉哈（John E. Blaha，曾执行、以及任务），任务专家

### 从和平号空间站返回
- 珊农·露茜德（Shannon W. Lucid，曾执行、以及任务），任务专家